# Caïre du Préfouns
Le caïre du Préfouns est un sommet frontalier entre la France et l'Italie. Sa partie française est située dans le haut Boréon, sur la commune de Valdeblore, dans le département des Alpes-Maritimes.

## Géographie
Le caïre du Préfouns se trouve sur la crête frontière, entre la France et l'Italie. Son sommet possède quatre cimes distinctes : le point culminant est la cime centrale, entourée des pointes est, nord et ouest. L'arête est du caïre du Préfouns est constituée par les aiguilles du lac Nègre. Le caïre du Préfouns fait face à pointe Giegn, au sud, et domine le lac Nègre, au sud-est. Au nord-est se trouve le pas du Préfouns. Le versant français de caïre du Préfouns fait partie du parc national du Mercantour, et son versant italien fait partie du parc naturel des Alpes maritimes. D'un point de vue géologique, le caïre du Préfouns est constitué de granite.

## Histoire
La première ascension a été effectuée par Victor de Cessole, André Piacenza et Jean Plent, le 8 août 1899, par l'arête ouest. La première hivernale a été effectuée par Mlle L. Hug, M. Tastavi et J. de Villeroy, le 19 février 1921.

## Accès
La voie normale démarre du hameau du Boréon, et remonte jusqu'au col de Salèse, puis au lac Nègre. Le lac est contourné par la droite, puis l'itinéraire remonte la combe Margiole, jusqu'à la brèche Margiole. L'arête ouest permet ensuite d'attendre le sommet.

### Cartographie
- Carte 3741OT au 1/25 000 de l'IGN : « Vallée de la Vésubie - Parc national du Mercantour »